# Ransomita
La ransomita és un mineral de la classe dels sulfats. Rep el seu nom en honor de Frederick Leslie Ransome (1868-1935), professor nord-americà de geologia minera.

## Característiques
La ransomita és un sulfat de fórmula química CuFe₂(SO₄)₄·6H₂O. Cristal·litza en el sistema monoclínic. La seva duresa a l'escala de Mohs és 2,5.
Segons la classificació de Nickel-Strunz, la ransomita pertany a «07.CB: Sulfats (selenats, etc.) sense anions addicionals, amb H₂O, amb cations de mida mitjana» juntament amb els següents minerals: dwornikita, gunningita, kieserita, poitevinita, szmikita, szomolnokita, cobaltkieserita, sanderita, bonattita, aplowita, boyleïta, ilesita, rozenita, starkeyita, drobecita, cranswickita, calcantita, jôkokuïta, pentahidrita, sideròtil, bianchita, chvaleticeïta, ferrohexahidrita, hexahidrita, moorhouseïta, niquelhexahidrita, retgersita, bieberita, boothita, mal·lardita, melanterita, zincmelanterita, alpersita, epsomita, goslarita, morenosita, alunògen, metaalunògen, aluminocoquimbita, coquimbita, paracoquimbita, romboclasa, kornelita, quenstedtita, lausenita, lishizhenita, römerita, apjohnita, bilinita, dietrichita, halotriquita, pickeringita, redingtonita, wupatkiïta i meridianiïta.

## Formació i jaciments
Va ser descoberta a la mina United Verde, a la localitat de Jerome, al districte de Verde del Comtat de Yavapai, a Arizona (Estats Units). També a Arizona se n'ha trobat ransomita a la mina Campbell i a la mina Cole, ambdues a la localitat de Bisbee, al comtat de Cochise. A més a més, també ha estat descrita en un altre indret, concretament a les mines de Plaka, a Làurion (Grècia).